# Смехова, Алика Вениаминовна
А́лика Вениами́новна Сме́хова (настоящее имя — Алла; 27 марта 1968, Москва, СССР) — советская и российская актриса театра, кино, телевидения и дубляжа, певица, телеведущая, писательница. Заслуженная артистка РФ (2008).
Наиболее популярные песни в её исполнении — «Не перебивай» (дуэт с Александром Буйновым) и «Чужой поцелуй».

## Биография
Алика Смехова родилась 27 марта 1968 года в Москве в семье актёра Вениамина Борисовича Смехова  (род. 1940) и радиожурналистки Аллы Александровны Смеховой (род. 1940). Родители развелись, когда девочке было 12 лет. В 9 лет с отцом снялась в детской передаче «Будильник». Начала сниматься в кино с 1985 года.
В 1991 году окончила Российскую академию театрального искусства (ГИТИС) по специальности «актриса музыкального театра». Однокурсником был Дмитрий Бертман.

## Личная жизнь
Трижды была замужем.
Первый муж (1986—1992) — режиссёр Сергей Давидович Ливнев (род. 1964). Главная героиня известного фильма Сергея Соловьёва «Асса» Алика (в исполнении Татьяны Друбич) была названа в честь Алики Смеховой, на которой тогда был женат сценарист фильма Сергей Ливнев. В свою очередь, в фильме «Женщина дня» героиня Смеховой покупает футболку с надписью «Асса», а в другом эпизоде отвечает по телефону ошибшемуся номером собеседнику, что Сергей Ливнев в её квартире не живёт.
Второй муж (брак продлился два месяца) — Георгий Иванович Беджамов, член совета директоров Внешпромбанка, председатель совета директоров ЗАО «Стекольная производственная группа», президент Федерации бобслея и скелетона России.
Третий муж (1999—2006) — Николай, бизнесмен.
- Сын — Артём Николаевич Смехов[2], (род. 15 мая 2000)[7][8], его крёстная — Ольга Кабо (род. 28 января 1968)[7].

Была в отношениях (2006—2007) с бизнесменом Игорем Макаровым.
- Сын — Макар Смехов[2] (род. 15 ноября 2007)[3][8][9].

## Общественная позиция
В феврале 2022 года выступила против вторжения России на Украину.

## Творчество

### Фильмография
| Год       |     | Название                                                         | Роль |
| --------- | --- | ---------------------------------------------------------------- | --- |
| 1985      | тф  | Страховой агент                                                  | Рая |
| 1986      | ф   | Курьер                                                           | Нина, подруга Кати |
| 1987      | ф   | Акселератка                                                      | цыганка из банды Филимона |
| 1988      | ф   | Помилуй и прости                                                 | подруга |
| 1989      | ф   | Женщина дня                                                      | Александра |
| 1989      | ф   | Любовь с привилегиями                                            | официантка в санатории |
| 1990      | ф   | Закат                                                            | Циля Эйхбаум |
| 1990      | ф   | Катафалк                                                         | буфетчица (в титрах указана как Алла Смехова)                                                                                        |
| 1990      | ф   | Клещ                                                             | Света |
| 1990      | ф   | Рок-н-ролл для принцесс                                          | принцесса Лимфатуза |
| 1991      | ф   | Кикс                                                             | «Жанна Агузарова» |
| 1991      | ф   | Счастливого Рождества в Париже! или Банда лесбиянок              | Ирина |
| 1992      | ф   | Женщина с цветами и шампанским                                   | Нинон |
| 1993      | ф   | Мечты идиота                                                     | Зося Синицкая |
| 1993      | ф   | Падение                                                          | Зоя Клинт |
| 1993      | ф   | Танго на Дворцовой площади                                       | Ира |
| 1996      | ф   | Линия жизни                                                      | проститутка |
| 1999      | ф   | Тонкая штучка                                                    | Анжела Рудина, певица в ресторане |
| 2001      | с   | Маросейка, 12                                                    | Алика Керн |
| 2002      | с   | Закон                                                            | Филиппова |
| 2002—2007 | с   | Бальзаковский возраст, или Все мужики сво…                       | Соня Бабицкая |
| 2003      | с   | Пан или пропал                                                   | Кассиопея (Кася) Пыхтя (в девичестве Лещиньска) по прозвищу «Белая Глиста», сожительница Бобуся                                      |
| 2004      | с   | Моя прекрасная няня                                              | камео |
| 2004      | тф  | Бальзаковский возраст, или Все мужики сво… Самый лучший праздник | Софья Викторовна Бабицкая |
| 2004      | с   | Осторожно, Задов! или Похождения прапорщика                      | Ленка Морозова, школьная любовь Задова                                                                                               |
| 2005      | ф   | Али-Баба и сорок разбойников                                     | жена Касыма |
| 2006      | с   | Капитанские дети                                                 | дочь Льва Горейко |
| 2006      | ф   | Кинофестиваль, или Портвейн Эйзенштейна                          | Марго Альтшуллер |
| 2006      | ф   | Мой принц                                                        | Алла Медведева |
| 2007      | ф   | Вилла раздора, или Танец солнечного затмения                     | Раиса |
| 2008      | с   | Тяжёлый песок                                                    | Рива Плоткина, жена Кусиела Плоткина (6, 12, 14 и 16)                                                                                |
| 2008      | с   | Человек без пистолета                                            | хозяйка квартиры |
| 2009      | ф   | Любовь в большом городе                                          | соседка Раиса Монтиевна |
| 2009      | с   | Люди Шпака                                                       | Соня Зайцева |
| 2009      | с   | Такова жизнь                                                     | Ева |
| 2010      | с   | Ералаш                                                           | мама |
| 2010      | ф   | А мама лучше!                                                    | тётя Белла |
| 2010      | ф   | Зайцев, жги! История шоумена                                     | камео |
| 2010      | ф   | Клуб счастья                                                     | Марина |
| 2010      | ф   | Любовь Надежды                                                   | Татьяна |
| 2011—2012 | с   | Дневник доктора Зайцевой                                         | Лиана Оганезовна Мирзоян, нейрохирург                                                                                                |
| 2011      | ф   | Служебный роман. Наше время                                      | женщина на сеансе |
| 2011      | ф   | Ты и я                                                           | Катерина, мать Ланы |
| 2013      | с   | Бальзаковский возраст, или Все мужики сво… Пять лет спустя       | Софья Викторовна Бабицкая |
| 2013      | ф   | Домоправитель                                                    | Елена Васильевна |
| 2013      | ф   | Женский день                                                     | Регина |
| 2013      | с   | Обмани, если любишь                                              | Людмила |
| 2013—2016 | с   | Два отца и два сына                                              | Маргарита Руфимовна Циберман, директор Павла Гурова                                                                                  |
| 2014      | с   | Учителя                                                          | Лана Кузнецова, мама Алины |
| 2014      | с   | Письма на стекле                                                 | Надежда Троегубова |
| 2014      | ф   | Гена Бетон                                                       | Ангелина |
| 2015      | с   | Лондонград                                                       | Лидия, руководитель эскорт-агентства русских девушек в Лондоне (11 серия)                                                            |
| 2015      | с   | Письма на стекле. Судьба                                         | Надежда Троегубова |
| 2015      | ф   | Срочно выйду замуж                                               | Рита |
| 2015      | ф   | Весеннее обострение                                              | Тома |
| 2016      | с   | Запретная любовь                                                 | Маргарита |
| 2018      | с   | Дипломат                                                         | Светлана |
| 2018      | с   | Презумпция невиновности                                          | Маргарита Александровна Рожнова, мама Миши (серии № 1-2)                                                                             |
| 2019      | с   | Гранд                                                            | Ирина Ренатовна Завгородняя (со 2 сезона), мать Ксении, бывшая жена Бориса Леонидовича, владелица сети маникюрных салонов в Барнауле |
| 2020      | ф   | (Не)идеальный мужчина                                            | мать Светланы |
| 2020      | с   | Спасская                                                         | Майя, жена Усика |
| 2020      | кор | Процесс                                                          | судебный секретарь |
| 2022      | с   | Онлайф                                                           | мама Юля |
| 2024      | ф   | Домовёнок Кузя                                                   | Баба-Яга |
| 2024      | с   | Третье сентября                                                  | мама Маши |
| 2026      | ф   | Простоквашино                                                    | мама Дяди Фёдора |

### Телевидение
- В 2003—2004 годах — ведущая телешоу «Агентство одиноких сердец» (Россия).
- В 2008 году — участница телешоу «Танцы со звёздами» (Россия).
- В 2009 году — участница телешоу «Две звезды» (Первый канал).
- В 2010 году — ведущая программы «Раньше всех» (Первый канал).
- В 2011 году — ведущая программы «Женская жизнь» (ТВ Центр).
- В 2012 году — ведущая программы «Женщины не прощают» (Домашний).
- В 2013 году — член жюри шоу «Битва экстрасенсов».
- В 2016 году — член жюри шоу «Вместе с дельфинами».

### Театр
- 2020 — «Дон Жуан. Нерасказанная история» (мюзикл) — роль Пилар
- 2010 — «Нескромное обаяние буржуазии» (антреприза)
- 2010 — «Двенадцать месяцев танго» (антреприза)

### Дискография
- 1996 — «Я тебя очень жду» (студия «Зеко рекордз»)
- 1997 — «Чужой поцелуй» (студия «Зеко рекордз»)
- 1999 — «Дикая утка» (студия «Алика Смехова»)
- 2002 — «Для тебя» (студия «Монолит»)

### Дубляж
- 2006 — Тачки — Салли Каррера (Бонни Хант)
- 2011 — Тачки 2 — Салли Каррера (Бонни Хант)
- 2017 — Тачки 3 — Салли Каррера (Бонни Хант)

### Книги
- 2009 — «А и Б сидели на трубе», изд. АСТ, Астрель-СПб, Харвест ISBN 978-5-17-062276-4, ISBN 978-5-271-25344-7, ISBN 978-985-16-7432-5